# شعب القرص (القفر)

تعديل مصدري - تعديل

شعب القرص محلة تابعة لقرية المقاسمة، التابعة لعزلة بني سيف العالي بمديرية القفر إحدى مديريات محافظة إب في الجمهورية اليمنية، بلغ تعداد سكانها 52 حسب تعداد اليمن لعام 2004.